# Fono (Amerikansk Samoa)
 For alternative betydninger, se Fono. (Se også artikler, som begynder med Fono)
Fono er den territoriale lovgivende forsamling i Amerikansk Samoa. Som de fleste lovgivende forsamlinger i USA og dets territorier, består Fonoen af et tokammersystem med et repræsentanternes hus og et senat. Disse to er placeret hhv. i Fagatogo samt Pago Pago havn.
Fonoen er den eneste lovgivende forsamling på statsligt eller territorialt niveau i USA, der både er et tokammersystem og tværpolitisk. Nebraska Lovgivende Forsamling er ligeledes tværpolitisk, dog et etkammersystem.
Pr. marts 2006 er Amerikansk Samoas Fono den eneste statslige eller territorialt lovgivende organ, der ikke har en officiel websted.
14°16′41.52″S 170°41′20.4″V / 14.2782000°S 170.689000°V